# Лауперсдорф
Лауперсдорф (нем. Laupersdorf) — коммуна в Швейцарии, в кантоне Золотурн. 
Входит в состав округа Таль. Население составляет 1679 человек (на 31 декабря 2007 года). Официальный код — 2426.